# Corbeta Independencia (1°)
La corbeta Independencia fue una corbeta enviada a construir por el gobierno de Chile al astillero Forman Cheeseman de Nueva York, Estados Unidos, en 1817, lanzada al agua en julio de 1818 con el nombre de Horatio.
Arribó a Valparaíso en junio de 1819 integrándose a la Escuadra chilena con el nombre de Independencia. Participó en la campaña del almirante Cochrane a El Callao, en la Expedición Libertadora del Perú y en las campañas de conquista de Chiloé en 1824 y 1825. Fue vendida a Argentina en 1826.

## Características
Corbeta construida en 1818, tenía un desplazamiento de 851,84 toneladas. Su eslora era de 138,1 pies y su  calado de 18,1 pies. Se le armó con 32 cañones.

## Historia

### Al servicio de Chile
Construida en el astillero Forman Cheeseman de Nueva York, Estados Unidos según contrato de fecha 10 de julio de 1817 firmado por Manuel Hermenegildo Aguirre como particular, pues aunque representaba al gobierno de Chile había que evitar que España y los Estados Unidos invocasen la Ley de Neutralidad para confiscarla. Fue lanzada al agua en julio de 1818 y registrada con el nombre de Horatio.
En noviembre de 1818 fondeó en Buenos Aires bajo el mando del capitán norteamericano Paul Délano donde se le armó con 32 cañones arribando al puerto de Valparaíso el 22 de junio de 1819. Incorporándose a la Escuadra chilena en septiembre de 1819 con el nombre de Independencia.
Participó en la segunda campaña de Cochrane a El Callao y en la Expedición Libertadora del Perú bajo el mando del marino inglés Charles Foster. También formó parte de las flotillas que participaron en las campañas de liberación de Chiloé en 1824 y 1825.
En 1826 fue vendida al gobierno argentino pero no alcanzó a llegar a Buenos Aires pues se varó y naufragó en Talcahuano. Fue reflotada y vendida a un comerciante peruano siendo echada a pique en El Callao para formar el cabezo del muelle.